# Five Points (Manhattan)
Pour les articles homonymes, voir Five Points.

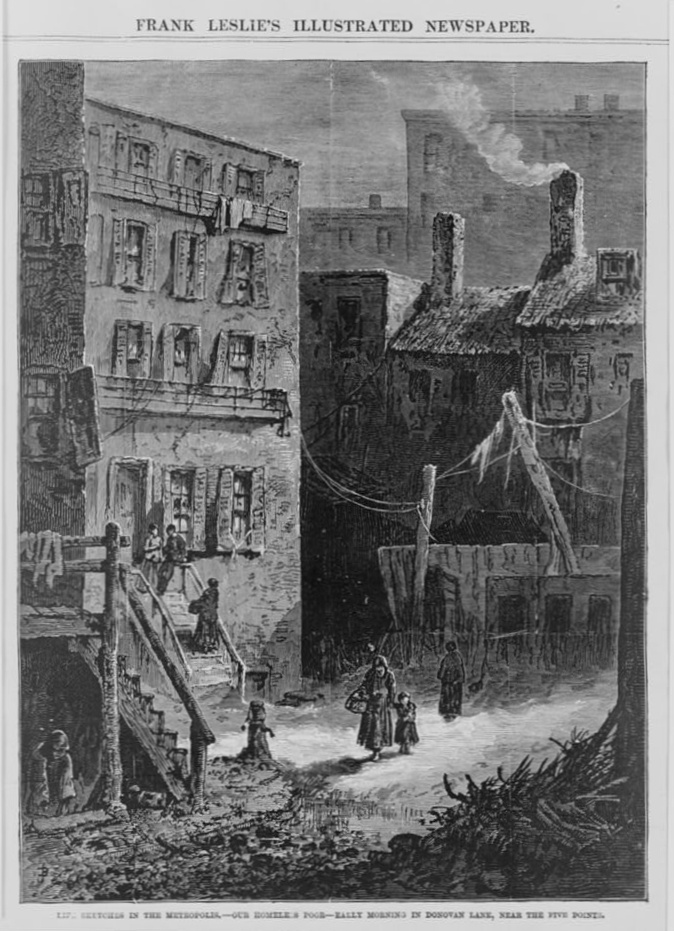
Représentation d'habitations précaires dans le quartier de Five Points, publiée dans le Frank Leslie's illustrated newspaper en 1872.

Five Points était un célèbre bidonville densément peuplé situé dans l'arrondissement de Manhattan inférieur, à New York, au XIXe siècle. La notoriété de ses maladies et crimes s'est étendue pendant plus de 70 ans.

## Histoire

### Toponymie
Dans le quartier de Sixth Ward, le nom de Five Points correspond aux cinq rues qui étaient accessibles vers 1830 depuis l'intersection autour de laquelle le bidonville s'était développé : Mulberry, Anthony Street (aujourd'hui Worth Street (en)), Cross Street (renommée par la suite Park Street et dont il ne reste aujourd'hui que Mosco Street), Orange Street (aujourd'hui Baxter Street (en)) et Little Water Street (qui n'existe plus).
Vers 1809, la rue Anthony est prolongée vers l'est jusqu'à la jonction des rues Cross et Orange. En conséquence, le quartier environnant s'est appelé Five Points. En 1854, les trois rues sont rebaptisées Worth, Park et Baxter. En 1868, rue Worth est de nouveau prolongée vers l'est, de l'intersection à cinq points à Chatham Square, ajoutant un sixième point

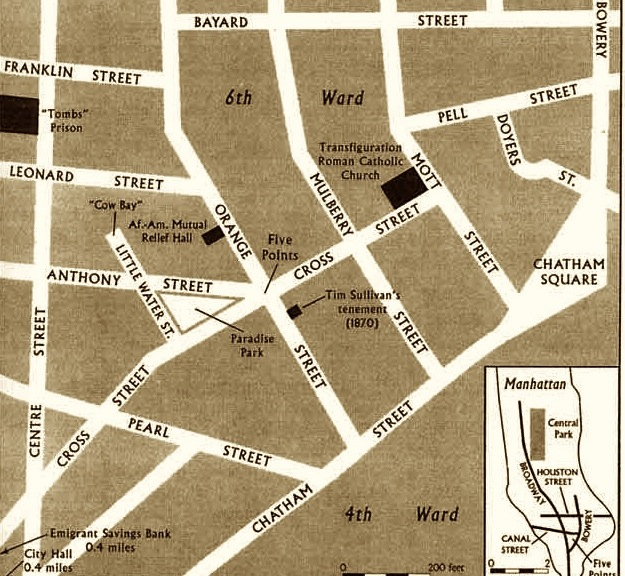
Carte (détail) du quartier de Five Points en 1851

### Localisation
Le quartier s'est formé dans les années 1820, à proximité du site de l'ancienne Collect Pond (en), mare de 194 000 m² (19,4 hectares) qui avait été asséchée en raison de graves problèmes de pollution, après que les industries locales l'eurent utilisée comme un dépotoir. En plus de cela, l'enfouissement des déchets sur le site était de piètre qualité, et le suintement de la mare dans son coin sud-est entraîna la formation de zones marécageuses où les insectes pullulaient, ce qui provoqua une chute brutale de la valeur du terrain. La plupart des riverains de classes moyennes ou aisées quittèrent en conséquence le quartier, en donnant lieu à un afflux d'immigrants pauvres, irlandais et allemands, qui fut renforcé par la grande famine en Irlande dans les années 1840.

### Bidonville etmelting pot

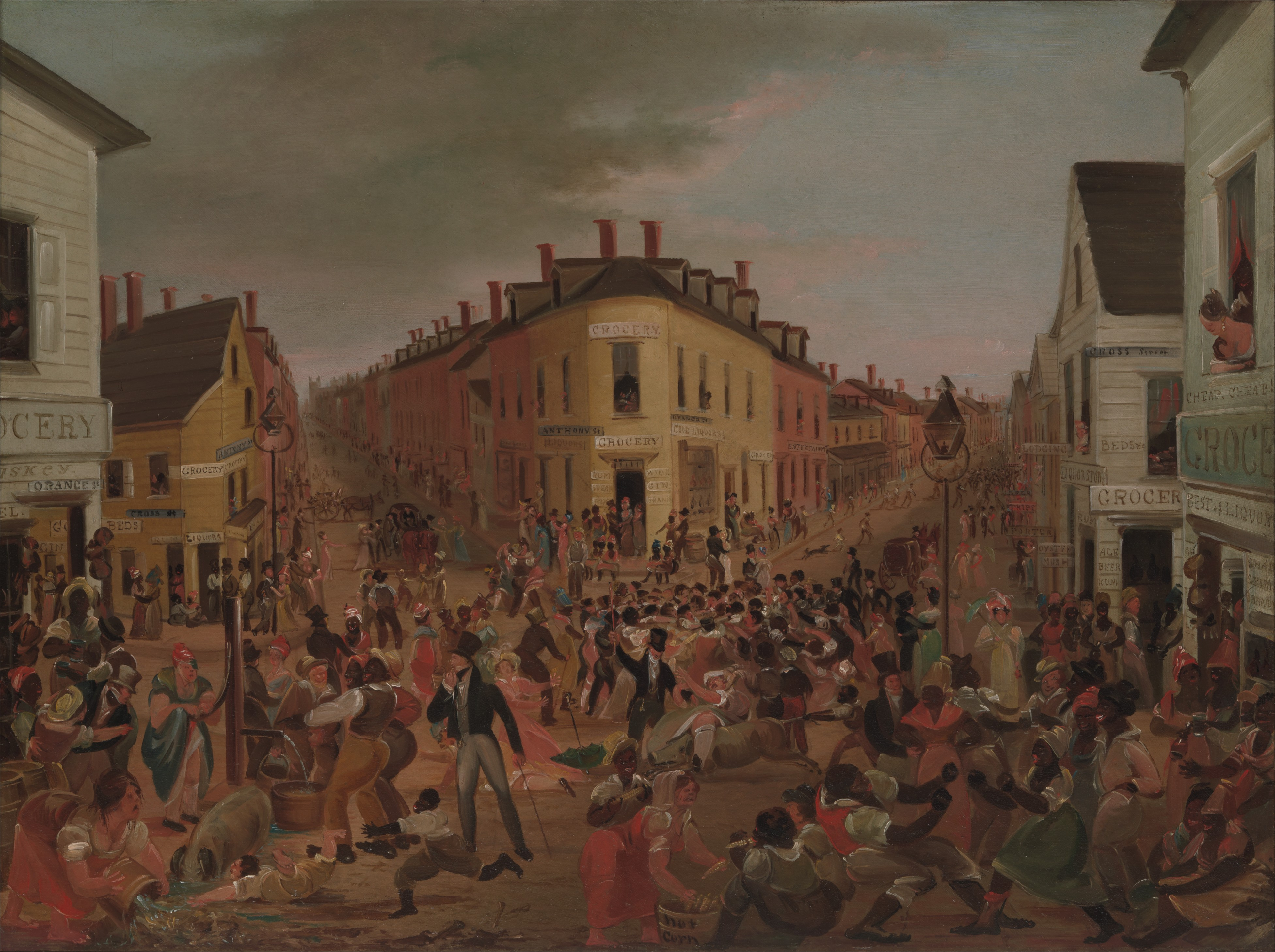
Extrait de la base de données MET : « « Five Points était un taudis du Lower East Side de Manhattan. Désigné en 1858 dans le New York Herald un « nid d'ivresse, de coquinerie, de débauche, de vice et de peste », le quartier abritait un mélange inflammable de citoyens les plus pauvres de New York : immigrants récemment arrivés (principalement irlandais), ouvriers non qualifiés et Afro-Américains. Soulignant le chaos et la vulgarité renommés du quartier, les personnages de la peinture se battent, flirtent et se conduisent généralement mal au milieu de bâtiments délabrés. Bien que l'artiste n'ait pas été identifiée, cette image est bien connue, ayant été reproduite sous forme de lithographie dans un guide de 1855 à New York ». Tabeau v. 1827.

Le bidonville a commencé à se dégrader dans les années dès le début du XIXe siècle : les maisons à ossature en bois ont commencé à se détériorer. « Il est devenu infesté de moustiques et de maladies ; les habitants décents ont déménagé, ceux qui sont restés se sont appauvris et victimes des seigneurs des bidonvilles, des gangs et des politiciens impitoyables à la recherche de votes faciles ». L'insécurité régnait.

#### Habitations

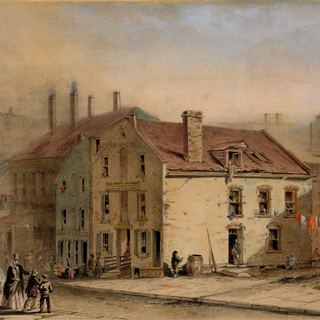
The Old Brewery à Five Points, v. 1850

La « vieille brasserie » (The Old Brewery (en)) est la brasserie Coulthard construite en 1792, qui est par la suite impliquée dans une affaire judiciaire portée devant la Cour suprême des États-Unis. Après la crise de 1837, elle est convertie en immeuble d'appartements : les étages sont divisés en petits appartements, loués à des personnes indigentes. Chaque chambre avait des familles entières, cuisinant, mangeant et dormant dans cette seule pièce. Les conditions de vie étaient sordides. La même situation prévalait dans tout le quartier – les étages inférieurs généralement pour boire, danser, jouer et se déchaîner. De nombreuses personnes y ont été volées et violentées. Dans les caves, se trouvaient les « oyster saloons » ouverts toute la nuit, attirant des victimes fraîches et sans méfiance. Ce quartier était un endroit dangereux à vivre et à visiter. L'Old Brewery est devenu un bâtiment sans foi ni loi, surpeuplé, sale et infesté de maladies. Selon l'historien Herbert Asbury, les équipes de démolition des années 1850 ont trouvé des ossements humains dans les caves et dans ses murs.
The Five Points était planté d'immeubles délabrés et invivables ; y sévissaient des extorsions de gangs, des politiciens corrompus, des maisons de mauvaise réputation, des ivrognes et des jeux d'argent. C'était un endroit où toutes sortes de crimes prospéraient, les habitants étaient terrorisés et la misère régnait.
Nombre d'habitants vivent dans les sous-sols au plafond bas, sortes de caves sans ventilation et toujours humides des immeubles insalubres. Leurs habitants sont appelés « cellar dwellers ». La surpopulation des logements est un fléau : le nombre moyen de personnes vivant dans une pièce parmi les très pauvres de la ville est d'environ 6 à 20 personnes. Celui d'une maison parmi cette classe de personnes est d'environ 60. Les locataires occasionnels gonflent le nombre d'habitants ; l'endroit connu sous le nom de « Old Brewery » aux Five Points en a souvent contenu jusqu'à 300. Un article du New-York Tribune de 1850 compte à Five Points 285 sous-sols, 498 chambres pour 4 156 occupants – la population de résidents dans les caves étant de 1 sur 17. Au 8 Mulberry st., 10 personnes vivent dans une pièce ; à cette adresse, deux grandes maisons à cinq étages, contiennent 69 familles et 357 personnes. Le journal ajoute que la population est probablement aux deux tiers de naissance étrangère ou d'enfants d'étrangers, avec une petite proportion de Noirs.
Des centaines de maisons d'hébergement de la classe la plus pauvre dépendent en partie pour leur subsistance des boissons alcoolisées qui sont vendues aux locataires, leurs seuls clients.
Five Points demeura ainsi un quartier très pauvre, et lors de son « apogée », seuls quelques quartiers du London's East End (quartiers les plus pauvres de la banlieue Londres) étaient comparables en matière de densité de population, de maladies, de mortalité infantile, de chômage, ou encore de violence, sans faire mention des autres signes de précarité. Dans ses Notes américaines, Charles Dickens dresse un portrait effroyable de Five Points : «Tout ce qui est répugnant, tombant et pourri est ici ».

#### Maladies
Les maladies infectieuses, telles que le choléra, la tuberculose, le typhus, le paludisme ou la fièvre jaune, sévissaient dans la ville de New York depuis l'ère coloniale néerlandaise. Le manque de connaissances scientifiques (sur notamment les vecteurs de transmission), de systèmes d'assainissement, les nombreuses habitations surpeuplées et l'absence de soins de santé même rudimentaires ont fait des zones pauvres telles que Five Points un lieu idéal pour le développement et la propagation de ces maladies. Certains observateurs pensaient que ces épidémies étaient dues à l'immoralité des habitants du bidonville. Plusieurs épidémies ont balayé la ville de New York aux XVIIIe et XIXe siècles, dont certaines sont originaires de Five Points, comme celle de choléra en juin 1832 ou de 1849, qui s'est propagée rapidement dans les habitations surpeuplées et insalubres du quartier avant de s'étendre au reste de la ville de New York,.
Le nombre de femmes malades est toujours plus grand que celui des hommes, du fait qu'elles restent exposées à l'air confiné de leurs logement presque toute la journée et la nuit, tandis que les hommes passent la journée à leur travail à l'extérieur et ne sont sous influence que la nuit. La mortalité infantile dépend de ces conditions de vie : en 1848, le nombre total de décès dus à la maladie est de 14 199, dont 6 847 enfants de moins de cinq ans, et en 1849, 22 006 décès, dont 9 057 enfants de moins de cinq ans. D'après un dossier portant sur 5 548 personnes soignées dans leurs propres maisons par l'un des dispensaires de la ville, il apparaît 15 % de maladies de plus dans les résidences souterraines que dans les autres appartements.

#### Émeutes
Les émeutes anti-abolitionnistes de 1834 (émeutes dites de Farren), se sont déroulées à New York au cours d'une série de quatre nuits. Leurs origines résidaient dans la combinaison du nativisme et de l'abolitionnisme chez les protestants qui contrôlaient la ville depuis la Révolution américaine, et la peur et le ressentiment anti-Noirs parmi le nombre croissant d'immigrants irlandais, du fait de la concurrence pour l'emploi et le logement. Parmi les cibles des émeutes se trouvait l'église épiscopale Saint-Philippe, première église épiscopalienne noire de la ville, alors située au 122, rue Centre, qui est saccagée et pillée par la foule majoritairement irlandaise.

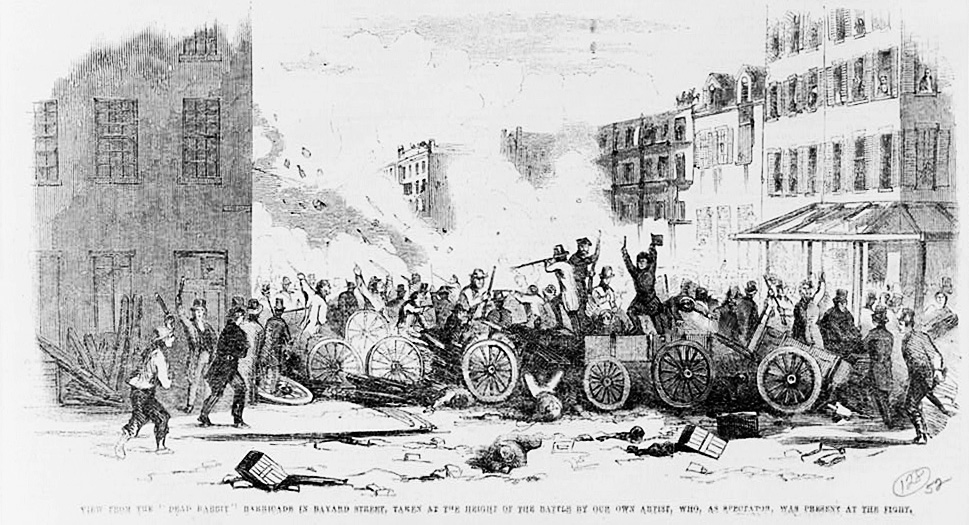
Scène d'affrontement entre les "Dead Rabbits" et les "Bowery Boys", 1857.

Les médias d'alors citent une branche des « Roach Guards », un gang irlandais violent, les « Dead Rabbits » comme actifs dans le quartier. Ils détruisent le siège des Bowery Boys au 26 Bowery, le 4 juillet 1857. Les Bowery Boys ripostent, conduisant à une émeute à grande échelle. L'historien Tyler Anbinder affirme que le nom de Dead Rabbits (« Lapins morts ») « a tellement captivé l'imagination des New-Yorkais que la presse a continué à l'utiliser malgré les preuves abondantes qu'un tel club ou gang n'existait pas ». Cette expression a fini par désigner tout individu ou groupe d'émeutiers ».

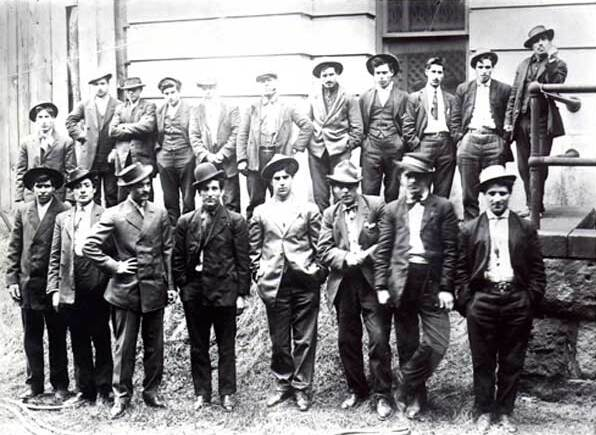
Membres d'un gang de Five Points

Alors que les habitants profitent de l'état de désorganisation des forces de police de la ville, provoqué par le conflit entre la police municipale et métropolitaine, des gangsters et autres criminels de toutes les parties de la ville commencent à se livrer à des pillages et des destructions de biens. Entre 800 et 1 000 membres de gangs prennent part aux émeutes, ainsi que plusieurs centaines d'autres qui profitent des troubles pour piller la zone de Bowery. Ce fut la plus grande perturbation depuis l'émeute d'Astor Place en 1849. L'ordre est rétabli par la milice de l'État de New York, soutenue par des détachements de la police municipale. Le bilan est de huit personnes tuées et plus de 100 personnes grièvement blessées.
Encore en 1890, l'organisation criminelle du Five Points Gang est créée dans ce quartier par Paolo Antonio Vaccarelli, mieux connu comme Paul Kelly.

#### Cultures

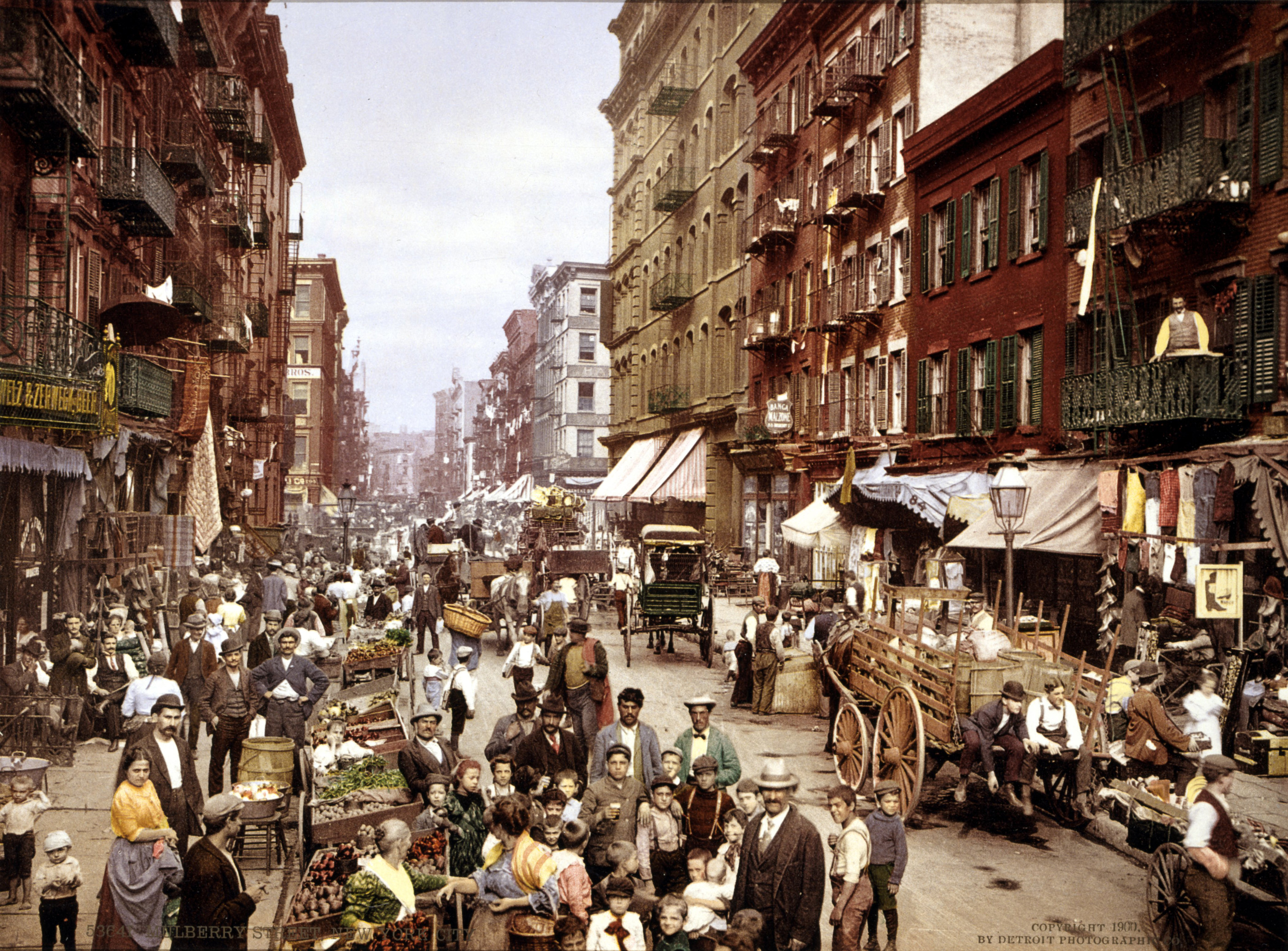
Vue de Mulberry Street, artère historique de Little Italy à New York, vers 1900.

Mais qualifier Five Points de simple bidonville serait une erreur, car des artefacts montrent qu'une partie de sa population avait « les moyens pour des consommations de qualité, parfois ostentatoires pour l'époque ». De plus, la culture du quartier a eu une certaine résonance qui a donné naissance à plusieurs aspects caractéristiques de l'actuel American way of life. Five points fut en effet l'un des tout premiers melting pots, étant à l'origine peuplé d'afro-américains et d'immigrés irlandais. La cohabitation de cultures africaine, irlandaise, anglaise, et par la suite juive et italienne a en effet joué un rôle important dans la croissance des États-Unis ; or ces cultures se croisaient et se mélangaient déjà à Five Points.
Par exemple, de nombreuses salles de danse réunissaient les Irlandais et les Afro-Américains qui étaient une population importante dans la région. Une combinaison de la gigue irlandaise et de la shuffle africaine donna très rapidement naissance à une nouvelle forme de danse - Tap Dancing - les claquettes (dont Master Juba était le maître), qui est devenue une tendance populaire et pérenne, et par la suite à des genres musicaux tels que le jazz ou le rock 'n' roll. Cette fusion culturelle avait lieu à Five Points, dans des lieux comme le Almack's Dance Hall (aussi connu sous le nom de Pete Williams's Place) situé sur Orange Street (l'actuelle Baxter Street). Le terrain sur lequel la salle était construite est aujourd'hui occupé par le Columbus Park, où les premiers résidents de l'actuelle Chinatown s'étaient au départ établis.

#### Politique et corruption
Sur le plan politique, Five Points faisait partie du Old Sixth Ward (le sixième district électoral), où la corruption des partis locaux était importante, et où les postes clés étaient pour la plupart occupés par des non anglo-saxons.
Après la guerre civile, le district de Five Points (Sixth Ward) avait la réputation d'avoir plus de votants que d'électeurs (bourrage d'urnes).
Même si les tensions entre les Africains et les Irlandais sont très anciennes, leur cohabitation dans le quartier de Five Points constitue le premier exemple d'intégration communautaire dans l'histoire des États-Unis.

#### Évolution
Au fil des années, le quartier change. Divers efforts de plusieurs organisations caritatives et d'individus, la plupart d'entre eux dans une démarche de mission chrétienne, essaient de réduire les souffrances des pauvres des Five Points. 
Une paroisse catholique romaine est fondée à la place de l'ancienne église épiscopale du Christ sur Ann Street en 1827, pour servir les pauvres catholiques irlandais. 
De même, les dames de la mission méthodiste rachètent l'Old Brewery, pour construire à la place une maison appelée « the New Mission House at the Five Points » et tenter de nettoyer le quartier au début des années 1850,. Quarante ans plus tard, cette maison de mission est elle-même remplacée par un  bâtiment plus grand.

En 1860, Five Points est un peu moins violent mais reste toujours un bidonville. Abraham Lincoln visite la zone cette année-là et est consterné par la pauvreté abjecte et les conditions de vie du quartier. 

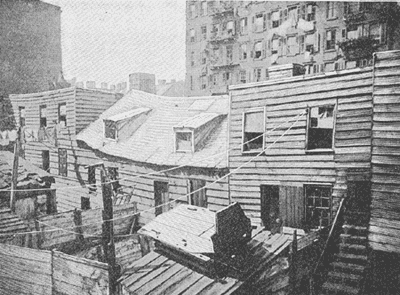
À l'arrière des immeubles d'avant la guerre de Sécession construits en bois à Mulberry Bend dans le quartier de Five Points vers 1872. Photographie de 1879.

Le premier appel (Petition to Have the Five Points Opened) en 1829 pour nettoyer les bidonvilles de Five Points par la démolition émane de marchands qui tenaient des entreprises à proximité du quartier. Les efforts d'élimination des bidonvilles (promus notamment par Jacob Riis), réussissent à faire raser une partie de Mulberry Bend au large de Mulberry Street, l'un des pires quartiers des Five Points. Il est réaménagé en parc conçu par l'architecte paysagiste Calvert Vaux et nommé « Mulberry Bend Park » lors de son ouverture en 1897 ; il est maintenant connu sous le nom de Columbus Park.

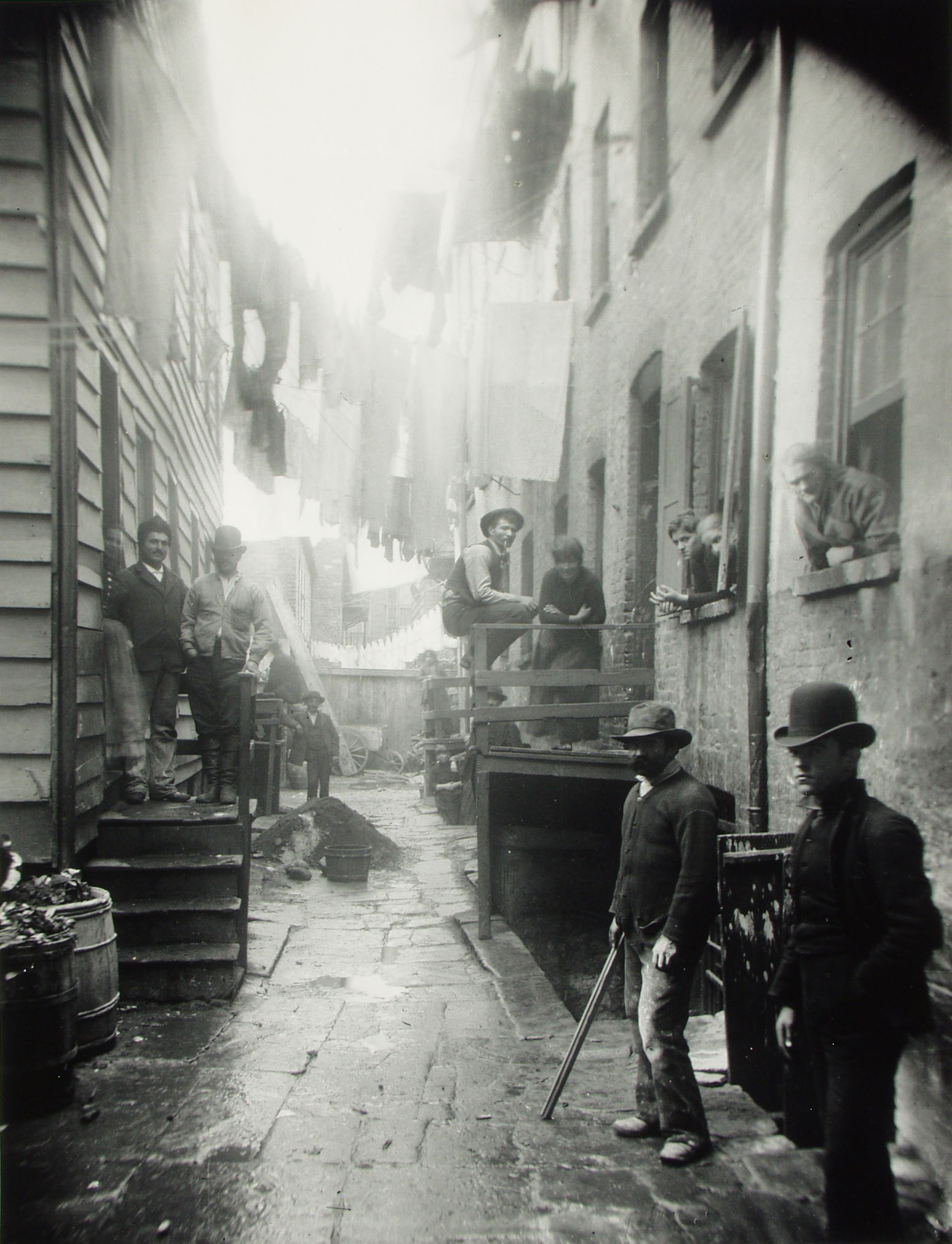
Les bandits tiennent encore le pavé de Mulberry Street. Photographie de Jacob Riis, 1888

Par la suite, les populations noires migrent progressivement vers la côte ouest de Manhattan, avant de s'établir au nord, dans la région de ce qui constitue aujourd'hui Harlem. Mais les années passées à cohabiter avec les Irlandais et un peu plus tard avec les Juifs et les Italiens dans un même quartier ont permis l'émergence d'un objectif commun à toutes ces minorités, et ceci se manifeste encore aujourd'hui dans les courants les plus libéraux de l'échiquier politique américain, à commencer par le parti démocrate.
Au cours des années 1880, les politiques de « nettoyage » des bidonvilles qui permettent de raser le quartier de Five Points, afin de reconfigurer la zone, ne font finalement que déplacer le problème puisque les habitants du quartier migrèrent vers la Lower East Side, située plus au nord, et les conditions de vie s'effondrent avec l'afflux d'immigrants italiens et chinois.

### De nos jours
L'emplacement de l'ancien quartier de Five Points, progressivement aménagé, est aujourd'hui couvert par de grands immeubles urbains et par des bâtiments administratifs, dans un espace couramment appelé Foley Square, en plus de Columbus Park et de plusieurs installations rattachées au New York City Department of Corrections (département carcéral municipal), à l'emplacement actuel du quartier de Civic Center en Lower Manhattan. Ces dernières installations sont celles qui sont le plus liées à l'ancien quartier de Five Points dans la mesure où l'ancienne Tombs Prison, construite en 1839, qui abritait la plupart des criminels de la ville était située au niveau de l'actuelle City Prison Manhattan, au 125 White Street. De nombreux immeubles d'habitation (anciens tenements) datant de la fin du XIXe siècle bordent encore les rues de ce quartier.

### Collections archéologiques
En 1991, des fouilles réalisées sous un parking permettent de retrouver 850 000 artefacts : bouteilles de soda, services à thé, têtes de pipe sculptées, billes d'enfants, qui permettent de nuancer la réputation séréotypée de Five Points. Cette collection est documentée par un laboratoire de recherche et conservée dans un sous-sol du 6 World Trade Center.
Après l'effondrement des tours du World Trade Center lors des attentats du 11 Septembre 2001, seule une infime partie de cette collection des artefacts du quartier a survécu. Dix huit pièces avaient été prêtées pour une exposition à l'archidiocèse de New-York en 2000, puis envoyées au Seaport Museum. « Ces pièces, les seules miettes de souvenir d'un quartier parmi les plus densément peuplés de l'histoire de la ville, sont exposées au musée de la ville de New York ».

## Dans la culture
Dans le film de 1973 L'Arnaque, Robert Redford prétend être originaire de Five Points.
Le quartier de Five Points est en outre en vedette dans le film de Martin Scorsese, Gangs of New York, sorti en 2002 et dans la série Copper.
C'est aussi le lieu où se déroule la première partie de l'intrigue du manga Green Blood (2011)  de Masami Kakizaki.
Dans Insaisissables (2013), de Louis Leterrier, les cavaliers effectuent l'acte final au Five Points.
Five Points est un roman d'Eric Yung, paru en 2021, retraçant le destin de Stéphanie St. Clair, d’origine martiniquaise, venue aux États-Unis et installée à Five Points en 1924,.